# Sušina
Sušina är ett berg i Tjeckien.   Det ligger i regionen Olomouc, i den östra delen av landet, 170 km öster om huvudstaden Prag. Toppen på Sušina är 1 321 meter över havet, eller 235 meter över den omgivande terrängen. Bredden vid basen är 5,5 km.
Terrängen runt Sušina är huvudsakligen kuperad. Runt Sušina är det ganska glesbefolkat, med 27 invånare per kvadratkilometer. Närmaste större samhälle är Štěpánov, 4,0 km öster om Sušina. Omgivningarna runt Sušina är en mosaik av jordbruksmark och naturlig växtlighet.